# Церковь Петра и Павла (Варшава)
Церковь Святых Петра и Павла — несуществующая ныне русская православная церковь в Варшаве. В настоящее время в здании бывшей православной церкви располагается евангелическо-лютеранская церковь Вознесения Господня.

## История
Церковь Кексгольмского лейб-гвардии полка, расквартированного в Варшаве. Была построена по типовому проекту военных церквей, разработанному инженером Ф. М. Вержбицким. Всего к 1917 г. по этому проекту на территории Российской Империи было выстроено не менее 64-х таких храмов. Закладка состоялась в июне 1902, а освящение во имя Петра и Павла — 7 ноября 1904 года. Возведением церкви руководил архитектор В. Юноша-Петровский.
Внутри здания находились мраморные доски с перечнем мест сражений полка и списками погибших офицеров. Среди святынь церкви выделялась древняя икона, найденная в городе Кексгольме при освобождении его от шведов в 1710 году и подаренная полку спустя двести лет. Здесь хранились Евангелие, подаренное полку императрицей Елизаветой Петровной, и крест из оливкового дерева, срубленного на могиле кексгольмцев, погибших в Чесменском сражении.
Находилась церковь на Мокотовском поле вблизи кирпичных полковых казарм, построенных в 1900 году. 29 июня 1910 года Кексгольмский полк торжественно отмечал своё двухсотлетие. В этот день перед казармами был открыт памятник основателю полка Петру I — бронзовый бюст на четырёхметровой гранитной колонне (демонтирован в 1920-х годах).
Во время немецкой оккупации 1915—1918 годов церковь была закрыта. В 1920 году церковь была передана польскими властями евангелическо-лютеранской церкви с предназначением в качестве гарнизонной евангелической кирхи войска польского. Тогда же был переделан интерьер церкви, там были помещены доски с именами погибших за независимость Польши.
В 1931—1934 здание храма было существенно перестроено архитектором Эдгаром Норвертом для того, чтобы уничтожить его православный облик. Были заменены купола церкви и колокольни, сбиты наличники и украшения в русском стиле. В 1936 году в храме был установлен орган.
В 1944 году во время Варшавского восстания здание сильно пострадало, но уже через три года было восстановлено. В 1950 после отмены института военных священников, храм стал обычным приходским. В настоящее время это храм Вознесения Господня евангелическо-аугсбургской церкви.